# Selo D. Manuel II
Os selos de D. Manuel II foram postos em circulação a 1 de Janeiro de 1910. São os últimos selos emitidos durante a Monarquia, tendo sido utilizados após a implantação da República com a sobrecarga correspondente.
O desenho e a gravura foram executados por Domingos Alves do Rego, tendo os selos sido impressos na Casa da Moeda.
Foram impressos em folhas de 10 x 10 selos, com dentado de 14 x 15, tendo sido utilizados dois tipos de papel diferentes para diferentes taxas: papel esmalte e papel porcelana colorido.
Estes selos foram ainda emitidos em cadernetas postais de 24 selos.

## Taxas e cores
- 1 1/2 Reis - Violeta
- 5 Reis - Preto
- 10 Reis - Verde
- 15 Reis - Castanho
- 20 Reis - Carmim
- 25 Reis - Castanho
- 50 Reis - Azul
- 75 Reis - Bistre
- 80 Reis - Ardósia
- 100 Reis - Bistre sobre verde
- 200 Reis - Verde sobre salmão
- 300 Reis - Preto sobre azul
- 500 Reis - Sépia
- 1000 Reis - Azul e preto